# Brooks Koepka
Brooks Koepka (3 de maio de 1990) é um jogador profissional de golfe dos Estados Unidos. Ele começou sua carreira no European Challenge Tour e, finalmente, no European Tour. Ele jogou golfe colegial na Universidade Estadual da Flórida.
Koepka conquistou seu primeiro grande campeonato no US Open em 2017, em Erin Hills, Wisconsin. Ele defendeu com sucesso seu título em 2018 no Shinnecock Hills em Long Island, o primeiro jogador a ganhar consecutivamente o US Open desde Curtis Strange em 1988 e 1989.

## Carreira
Em 2017, Koepka conquistou seu primeiro grande campeonato ao conquistar o título do US Open em Erin Hills, Wisconsin. Sua vitória o empatou com o recorde do menor placar do US Open com 16 abaixo do par (empatado com o recorde de 2011 de Rory McIlroy). Koepka defendeu com sucesso seu título em Shinnecock Hills, tornando-se o primeiro jogador desde Curtis Strange em 1989 a conquistar títulos consecutivos do US Open, o que ocorreu apenas sete vezes.
Em maio de 2023, Koepka conquistou seu terceiro título do Campeonato do PGA no Oak Hill Country Club em Rochester, Nova Iorque, tornando-se o primeiro jogador do LIV Golf a vencer um campeonato importante.

## Títulos

### Torneios Majors (5)
| Ano  | Campeonato        | Resultados              | Margem    | Vice-campeão                   |
| ---- | ----------------- | ----------------------- | --------- | ------------------------------ |
| 2017 | US Open de golfe  | −16 (67-70-68-67 = 272) | 4 tacadas | Brian Harman, Hideki Matsuyama |
| 2018 | US Open de golfe  | +1 (75-66-72-68 = 281)  | 1 tacada  | Tommy Fleetwood                |
| 2018 | Campeonato do PGA | −16 (69-63-66-66=264)   | 2 tacadas | Tiger Woods                    |
| 2019 | Campeonato do PGA | −8 (63-65-70-74=272)    | 2 tacadas | Dustin Johnson                 |
| 2023 | Campeonato do PGA | −9 (72-66-66-67=271)    | 2 tacadas | Viktor Hovland                 |